# 관고
관고(貫高, ? ~ 기원전 198년)는 전한 초기의 관료로, 조왕 장오의 재상을 지냈다. 본래 전한의 조왕 장이의 빈객으로, 장이가 죽은 후 그의 아들 장오를 섬겼다.

## 생애

### 고제의 모욕
고제 7년(기원전 200), 고제는 평성(平城)을 거쳐 조나라를 지나가게 되었다. 장오는 고제의 사위였는데, 고제가 방문하자 몸소 음식을 올리는 등 사위로서의 예를 갖추었다. 그러나 고제는 오만하게 다리를 상 위로 뻗고 앉아 장오를 몹시 업신여겼다. 조나라의 재상 관고와 조오(趙午) 등은 본래 기개를 소중히 여기던 자였는데, 이 광경을 보고 분개하여 장오를 설득하였다.
| “ | 천하의 호걸들이 제각기 일어나면, 능력 있는 자가 먼저 왕이 됩니다. 지금 왕께서는 고제를 몹시 공손하게 모시는데도 고제는 무례하기 짝이 없으니, 바라옵건대 왕을 위하여 (고제를) 죽이게 해주십시오! | ” |

장오는 자기 손가락을 깨물어 피를 내며 말하였다.
| “ | 무슨 망령된 말을 하시오? 선왕께서 나라를 잃으셨을 때 고제의 도움으로 이를 되찾았으며, 그 은택이 자손에까지 미쳤소. 티끌만큼 작은 것도 모두 고제의 힘에 의한 것이오. 부디 여러분은 다시는 그런 말을 입 밖에 내지 마시오. | ” |

관고 · 조오 등 10여 명은 서로 상의하였다.
| “ | 이는 우리가 잘못 생각한 것입니다. 우리 왕께서는 어진 분이어서 남의 은덕을 배반하지 못하나, 우리는 의로써 이런 모욕을 견딜 수 없습니다. 고제가 우리 왕을 모욕하였기 때문에 죽이려는 것이니, 어찌 우리 왕을 더럽히는 일이겠습니까? 일이 성사되거든 공을 왕께 돌리고, 실패하거든 우리가 감수합시다. | ” |

### 모반, 실패
고제 8년(기원전 199), 고제는 동원(東垣)에서 돌아오는 길에 조나라를 지나게 되었다. 이에 관고 등은 박인(柏人) 땅의 숙소의 뒷간 벽 안에 사람을 숨겨놓고, 고제가 오기를 기다리게 하였다. 고제는 그곳에서 묵으려 하다가, 불안한 기분이 들어 물어보았다.
| “ | 이 현(縣)의 이름이 무엇이오? | ” |

| “ | '박인'입니다. | ” |

| “ | '박인'은 다른 이의 핍박을 받는다는 뜻이 아니오? | ” |

그러고는 묵지 않고 떠났다.

### 발각
고제 9년(기원전 198), 관고에게 원한이 있는 사람이 이전의 모의를 고발하였다. 고제가 장오와 관고 등을 모두 잡아들이니 조오 등 10여 명의 대신들은 모두 스스로 목을 찔러 죽었다. 관고는 홀로 화를 내며 꾸짖고, 함거에 실려 왕과 함께 장안으로 끌려갔다.
한편 고제는 조서를 내려 장오를 변호하는 자는 일족까지 죽이겠다고 하였다. 관고와 그의 빈객 맹서(孟舒) · 전숙 등 10여 명은 모두 머리를 깎고 칼을 쓴 채 조왕의 노비 신분으로 따라왔다. 관고는 장안에 도착하자 옥리에게 장오의 무고함을 호소하였고, 옥리가 관고의 죄를 다스리기 위하여 곤장 수천 대를 치고 쇠꼬챙이로 살을 찌르니, 더 이상 고문할 곳이 없을 정도였으나 관고는 끝내 말을 번복하지 않았다.
여후는 고제에게 장오가 노원공주 때문에라도 이런 일을 벌였을 리가 없다고 여러 차례 말하였지만, 고제는 듣지 않았다.

### 고제가 감복하다
그러나 정위가 관고를 문초한 결과를 보고하니, 고제는 감복하여 관고에게 사사로이 물어볼 자를 찼았다. 마침 중대부(中大夫) 설공(泄公)이 관고와 동향으로 오래전부터 알던 사이였기 때문에, 고제는 설공에게 부절을 주어 관고를 만나보게 하였다.
설공은 관고를 위로하며 이야기를 나누다가, 정말 장오가 모반하였는지 물었다. 관고가 답하였다.
| “ | 부모와 처자식을 아끼지 않는 사람이 어디 있겠습니까? 지금 나는 삼족이 모두 죽게 되었습니다. 어찌 왕과 혈육을 바꿀 수 있겠습니까? 진실로 왕께서는 음모를 꾸미지 않으셨습니다. 우리끼리 한 것입니다. | ” |

그러고는 사정을 자세히 적어주었다. 설공은 돌아가서 고제에게 상세히 아뢰었고, 이에 고제는 장오를 사면하였다.

### 최후
고제는 또한 관고의 사람됨을 높이 사, 설공으로 하여금 일의 결과를 일러주도록 하였다. 관고 또한 사면하니, 관고가 기뻐하며 설공에게 물었다.
| “ | 우리 왕께서 정말로 풀려나셨습니까? | ” |

| “ | 그렇습니다. 황제께서는 그대를 훌륭하다고 여기시고 그대 또한 용서하셨습니다. | ” |

관고가 말하였다.
| “ | 내가 몸이 성한 데가 하나도 없어질 때까지 견뎌왔던 것은, 왕께서 잘못이 없으심을 증명하기 위한 것이었습니다. 지금 왕께서 풀려나셨으니, 내 임무는 끝났습니다. 이제 죽어도 여한이 없습니다. 더군다나 신하로써 임금을 죽이려 하였다는 이름을 가지고, 어찌 얼굴을 들고 다시 섬기겠습니까? 임금께서 나를 죽이지 않으시더라도, 내 자신이 어찌 부끄럽지 않겠습니까? | ” |

그러고는 스스로 고개를 들어 목의 핏줄을 끊고 죽었다. 이 일로 그 이름이 온 천하에 널리 알려졌다.

## 출전
- 사마천, 《사기》 권89 장이진여열전